# Lakeside (Flórida)
Lakeside é uma Região censo-designada localizada no estado americano de Flórida, no Condado de Clay.

## Demografia
Segundo o censo americano de 2000, a sua população era de 30.927 habitantes.

## Geografia
De acordo com o United States Census Bureau tem uma área de
45,2 km², dos quais 39,3 km² cobertos por terra e 5,9 km² cobertos por água.

## Localidades na vizinhança
O diagrama seguinte representa as localidades num raio de 24 km ao redor de Lakeside.